# 庭田重資
庭田 重資 （にわた しげすけ）は、鎌倉時代末期から南北朝時代にかけての公卿。非参議・庭田茂賢の子。官位は正二位・権大納言。庭田家3代。

## 経歴
左近衛中将、蔵人頭などを歴任し、建武4年/延元2年（1337年）参議。延文4年/正平14年（1359年）正二位。康応元年/元中6年（1389年）8月13日、権大納言に叙され、同日薨去。享年84。
娘の源資子（すけこ、しし）は崇光天皇の後宮に入り、初代伏見宮栄仁親王を生んだ。これ以降、代々の庭田家の女子は皇室及び伏見宮家に仕え、子をもうけることとなる。

## 皇族との関わり
庭田家は、皇族との関わりが深い。というのも、先述の資子に続いて、栄仁親王の息子の貞成親王と結婚し、後花園天皇と伏見宮貞常親王（旧皇族11宮家の祖先）を産んだ幸子は庭田経有の娘で重資の孫娘である。また、後土御門天皇（後花園天皇の子）と結婚し、後柏原天皇を産んだ朝子は庭田長賢の娘で幸子は大叔母にあたる。現在の皇族にもその系譜は続いている。

## 官歴
注釈のないものは『公卿補任』による
- 徳治2年（1307年） 某日[4]：叙爵（従五位下）
- 延慶3年（1310年） 正月5日：従五位上
- 延慶4年（1311年） 2月3日：右兵衛権佐
- 応長元年（1311年） 5月10日：右馬頭
- 正和元年（1312年） 7月6日：正五位下
- 正和3年（1314年） 6月3日：左近衛少将
- 正和5年（1316年） 4月13日：従四位下。11月25日：左近衛少将
- 元亨2年（1322年） 正月5日：従四位上
- 嘉暦2年（1327年） 7月16日：右近衛少将
- 嘉暦3年（1328年） 3月16日：正四位下
- 元徳元年（1329年） 9月26日：右近衛中将
- 元弘元年（1331年） 10月28日：左近衛中将
- 元弘2年（1332年） 11月7日：去左中将[4]
- 建武3年（1336年） 8月15日：補蔵人頭、内蔵頭
- 建武4年（1337年） 3月29日：参議
- 建武5年（1338年）正月5日：従三位
- 暦応5年（1342年） 3月30日：兼越後権守
- 康永2年（1343年） 4月12日：正三位
- 康永3年（1344年） 7月29日：権中納言
- 貞和4年（1348年） 4月12日：従二位
- 延文4年（1359年） 4月16日：正二位
- 康応元年（1389年） 8月13日：権大納言、薨去（享年84）

## 系譜
- 父：庭田茂賢
- 母：不詳
- 生母不明の子女
  - 女子：源資子（? - 1394?） - 崇光天皇後宮、伏見宮栄仁親王生母
  - 男子：庭田経有（1342頃 - 1412）
  - 男子：田向資蔭